# Manfred Lewinsohn
Manfred Lewinsohn (Hamburg, 19 februari 1912 – Weimar-Buchenwald, 14 maart 1945) was een uit Duitsland afkomstige Joodse verzetsstrijder tijdens de Tweede Wereldoorlog. 

## Levensloop
Lewinsohn werd geboren in Hamburg, als zoon van Moses Lewinsohn en Nannette Koschland. Het gezin vluchtte in 1933 naar Nederland. Zijn ouders verbleven in Den Haag, voordat zij met hun dochter Margot doorreisden naar Haifa. Manfred en zijn broer Richard bleven in Nederland. 
Manfred Lewinsohn was koopman van beroep en woonde op het Oudkerkhof in Utrecht. In 1938 trouwde hij met de in Amsterdam geboren Frederika Roet. Zij overleed ruim anderhalve maand na de huwelijkssluiting. In 1939 deed Lewinsohn middenstandsexamen.

### Tweede Wereldoorlog
Lewinsohn werd begin 1943 door Frits Iordens aangetrokken voor het Utrechts Kindercomité. Hij begon als losse kracht, maar kreeg mede door het wegvallen van vaste krachten in de loop der tijd een grotere rol. Zijn schuilnaam was "Ger Klok".
Lewinsohn werkte intensief samen met Ankie Stork. Toen zij in mei 1944 werd gearresteerd, ging Lewinsohn naar de familie Stork in Nijverdal om hen daarvan op de hoogte te stellen. Half augustus werd Lewinsohn zelf gearresteerd. Hij werd overgebracht naar Kamp Vught, waar hij werd geplaatst in de 'bunker', in een cel boven Hetty Voûte.  Via de 'buizentelefoon' hadden zij contact. Twee weken later werd Lewinsohn overgebracht naar Kamp Westerbork. Op 3 september 1944 werd hij gedeporteerd naar Bergen-Belsen.
Lewinsohn overleed vlak voor de bevrijding, tijdens de evacuatie van het kamp door de Duitsers. Zijn overlijden werd officieel bekend gemaakt in de Staatscourant van 6 april 1950.

## Eerbetoon

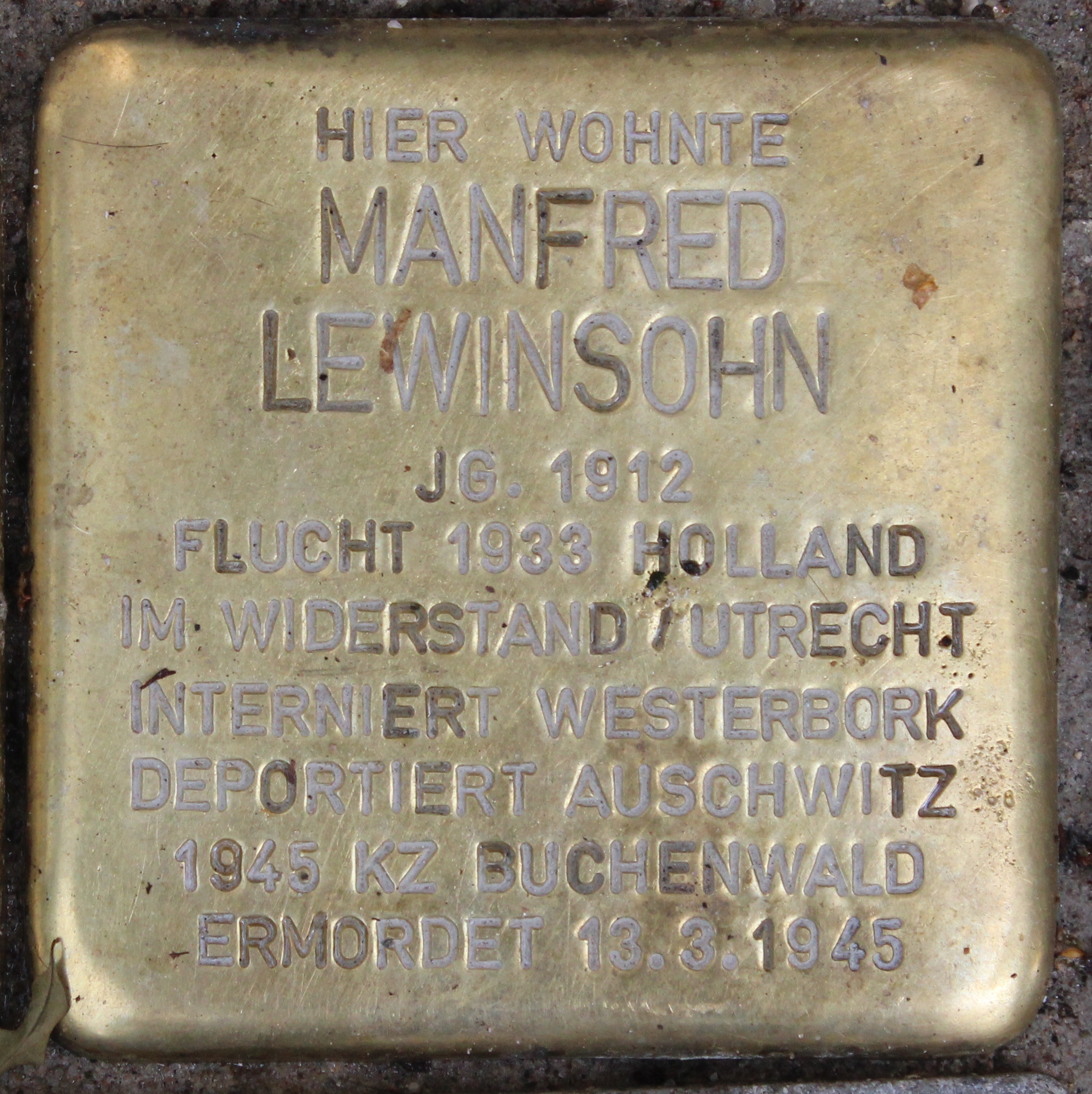
Stolperstein voor Manfred Lewinsohn in Hamburg

Voor zijn woonadres in Hamburg is een stolperstein geplaatst.